# Ruesga (Palencia)
Ruesga es una localidad y también una pedanía de la provincia de Palencia (Castilla y León, España) que pertenece al municipio de Cervera de Pisuerga.

## Geografía
Está a una distancia de 3 km de Cervera de Pisuerga, la capital municipal, en la comarca natural de Montaña Palentina y la comarca agrícola de Cervera.

## Localización y Códigos
- Altitud: 1025 m s. n. m.
- Latitud: 42º 52' N
- Longitud: 04º 31' O
- Código Ine: 34056
- Código postal: 34844

## Demografía
Evolución de la población en el siglo XXI
| Gráfica de evolución demográfica de Ruesga entre 2000 y 2020       |
|                                                                    |
| Población de derecho (2000-2020) según el padrón municipal del INE |

## Entorno
- En él se encuentra el embalse de Ruesga, parte de la Ruta de los Pantanos.
- Está situado dentro del parque natural de Fuentes Carrionas y Fuente Cobre-Montaña Palentina.

## Historia
A la caída del Antiguo Régimen la localidad se constituye en municipio constitucional que en el censo de 1842 contaba con 10 hogares y 52 vecinos, para posteriormente integrarse en San Martín de los Herreros.